# جالين آدامز
جايلين تايريك آدامز (من مواليد 4 مايو 1996) هو لاعب كرة سلة أمريكي محترف لعب آخر مرة مع ميلووكي باكس التابع للإتحاد الوطني لكرة السلة. لعب كرة السلة الجامعية لفريق سانت بونافنتور بوني، وحصل على جائزة أفضل لاعب في مؤتمر الأطلسي العاشر في العام في عام 2018.